# Bellmunt-Almenara
Bellmunt-Almenara es una Zona especial de conservación situado en la provincia de Lérida, Comunidad Autónoma de Cataluña, España; es un área natural en el límite norte de la Depresión central catalana, entre la Plana de Urgel y las tierras de la Noguera. El paisaje, en el límite entre la llanura y el Prepirineo exterior, ha sido profundamente transformado por la actividad agrícola: buena parte de los cerros se han labrado y convertido en cultivos de secano, por lo que únicamente quedan pequeñas áreas aisladas de vegetación natural gipsícola y propia del carrascal, junto con buenas poblaciones de aves esteparias como el sisón.

## Situación
El área protegida se extiende por un total de 4.045,36 ha y entre once municipios de las comarcas de la Noguera y del Urgel:
| Municipio/Comarca  | Superficie (ha) | %     |
| ------------------ | --------------- | ----- |
| Noguera            | 2876,28         | 71,1  |
| Mongay             | 1084,51         | 26,81 |
| La Sentiu de Sió   | 928,65          | 22,96 |
| Preixens           | 370,97          | 9,17  |
| Bellcaire de Urgel | 206,88          | 5,11  |
| Cubells            | 95,76           | 2,37  |
| Balaguer           | 89              | 2,2   |
| Penellas           | 62,34           | 1,54  |
| Bellmunt           | 38,16           | 0,94  |
| Urgel              | 1169,08         | 28,9  |
| Agramunt           | 919,87          | 22,74 |
| Castellserá        | 248,78          | 6,15  |
| Tornabous          | 0,43            | 0,01  |

## Geología
La sierra de Bellmunt forma parte de una alineación longitudinal de montañas que constituyen el llamado anticlinal de Barbastro-Balaguer-Almenara. Está formada por materiales sedimentarios postorogénicos del oligoceno, con los estratos afectados por plegamientos originados por los esfuerzos tectónicos alpinos combinados por un comportamiento muy plástico de los materiales subyacentes.
Cabe señalar la presencia de los llamados yesos de Barbastro, que penetran en Cataluña por Alfarràás, se extienden por la Sierra Larga y, pasado el río Segre, configuran una rama sur a lo largo del anticlinal de Bellmunt. Los afloramientos de yesos presentes en esta sierra alargada determinan la geomorfología y los tipos de vegetación que se establecen.
El Espacio está formado por un relieve caracterizado por pequeñas colinas arcilla-calcáreas, de baja altura, que separan las llanuras agrícolas a un lado y las otras –de regadío en el sur y de secano en el norte–. Forma parte de los relieves marginales de la Depresión central catalana, en contacto con las sierras más externas de Prepirineo.

## Biodiversidad
La función principal de los espacios naturales protegidos de Cataluña es conservar muestras representativas de la fauna, la flora y los hábitats propios del territorio, de forma que se puedan desarrollar los procesos ecológicos que dan lugar a la biodiversidad –la amplia variedad de ecosistemas y seres vivos: animales, plantas, sus hábitats y sus genes–.
Las tierras agrícolas y áreas antrópicas ocupan la mayor parte del área con un 81,57%, seguido de zonas con vegetación arbustiva y herbácea (9,7%), ambientes litorales y salinos (5,35%), bosques (2,15%), áreas taladas o quemadas (1,08%) y ciénagas y humedales (0,15%).

### Flora
Este Espacio acoge una muestra significativa de los segmentos actuales de vegetación espontánea, que ocupan una extensión muy reducida en el paisaje actual. Cabe señalar que el lugar es una muestra importante del paisaje agrícola de secano de la depresión, y con ello completa el muestrario de unidades de vegetación del resto de espacios de la unidad.
La vegetación es la característica del país del carrascal on espino. De carrascal quedan pequeños fragmentos, como los de Mongay, testigo de la vegetación natural de estas sierras marginales en el norte de las llanuras centrales. La vegetación actual característica de estos cerros son los matorrales empobrecidas de romero y lino de monte con romerina, tomillares y prados secos de terófitos.
Hay que subrayar el notable desarrollo de las comunidades arvenses de los campos de cereales, típicas del paisaje de secano, como las comunidades de zadorija, Roemeria hybrida, y Atriplex prostrata y de Diplotaxis erucoides, entre otras. El interés de la flora que integra estas comunidades, se remarca con un núcleo importante de especies mediterráneo-oestepárias, algunas de las cuales son endemismos íbero-nord-africanos como Senecio aurícula y que, en Cataluña, únicamente penetran hasta este territorio. Otras especies esteparias de interés presentes en este Espacio son: Ferula loscosii o Linaria oblongifolia.

### Fauna
Los poblamientos faunísticos de este Espacio van asociados a los biotopos agrícolas de secano y muchas de las especies dependen directamente. El interés principal radica fundamentalmente en la ornito-fauna de características esteparias, entre la que se encuentran las poblaciones de más interés de algunas especies singulares de Cataluña.
En la meseta de Bellmunt hay un núcleo reproductor del sisón, así como lugares favorables para las paradas nupciales de sus machos. También hay especies esteparias como el alcaraván, el aguilucho cenizo, las carracas o la calandria. También se presentan otras especies propias de espacios abiertos como la bisbita campestre, la terrera común, la cogujada común la oscura o el abejaruco.

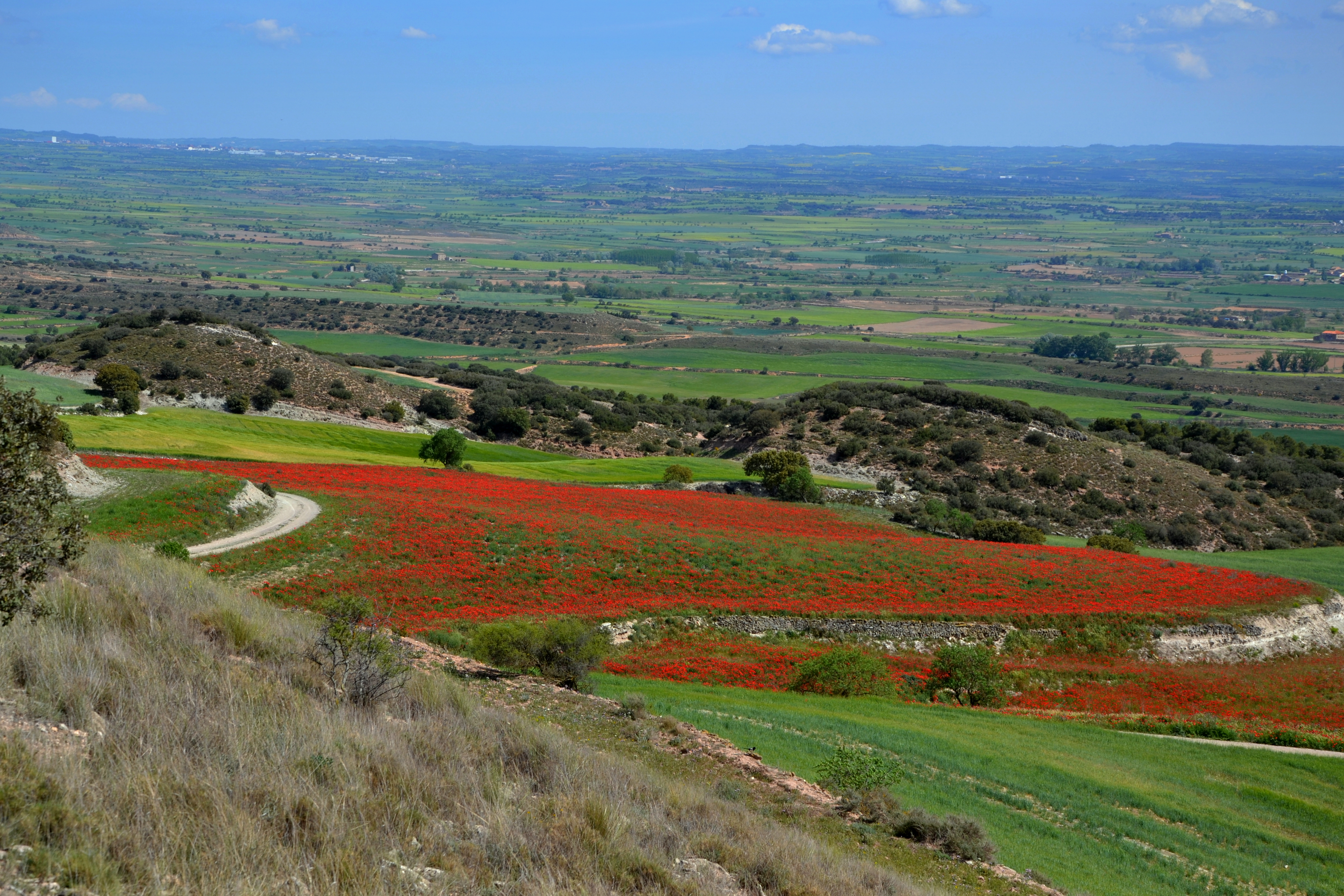
Bellmunt-Almenara, sector del pilar de Almenara.

El sector del pilar de Almenara también es un área de importancia para la dispersión de algunos pájaros rapaces –especialmente en invierno– como el águila dorada o el águila perdicera, dada la abundancia de algunas especies presa como el conejo y la perdiz roja.

## Impactos
Entre los principales impactos que se producen en este Espacio, hay que tener en cuenta la transformación de los páramos y la pérdida de las áreas de vegetación natural con la consiguiente pérdida de sus principales valores ecológicos. También se localiza algún sector con importantes vertidos de escombros en las laderas de la meseta. Las repoblaciones de laderas con pino blanco han afectado las formaciones originarias de vegetación gipsícola. Por otra parte, es necesario destacar la fragilidad de los poblamientos y especies de la fauna de requerimientos esteparios, así como la vulnerabilidad de los carrascales relictos de las sierras marginales.